# Ruby (Karolina Południowa)
Ruby – miasto w Stanach Zjednoczonych, w stanie Karolina Południowa, w hrabstwie Chesterfield.